# Katodna cijev
Katodna cijev (eng. Cathode Ray Tube ili CRT) je elektronska cijev u kojoj se elektroni, izbačeni iz užarene katode, zbog visokog napona između katode i anode ubrzavaju prema anodi u obliku snopa (katodno zračenje). Taj se snop usmjerava na fluorescentni zaslon, na kojem stvara svijetleću točku. Sustav za usmjeravanje (kondenzatorska polja dvaju parova pločica ili magnetska polja dvaju parova električnih zavojnica) otklanja elektronski snop u dva međusobno okomita smjera, oba okomita na smjer snopa. Položaj i gibanje točke na zaslonu ovisi o naponima između pločica, to jest o strujama u zavojnicama. Katodna cijev osnova je osciloskopa, uređaja za vizualizaciju i analizu električnog signala. Prvi je takvu cijev i uređaj konstruirao Karl Ferdinand Braun 1897.
U katodnoj cijevi, koja služi za stvaranje slike u televizijskim prijamnicima te radarskim i računalnim zaslonima, može se upravljati jakošću snopa, a time i svjetloćom točke na zaslonu. U cijevima za stvaranje slike u boji stvaraju se tri snopa, radi postizanja svjetloće točke u trima osnovnim bojama. U tim se primjenama katodne cijevi sve više potiskuju zaslonima s tekućim kristalima.

## Električno izbijanje u razrijeđenim plinovima
Plinovi i pare su loši vodiči elektriciteta kod običnog tlaka i niskog električnog napona. Tek onda kad se približe dva tijela, između kojih postoji visoki napon od nekoliko tisuća volti, preskočit će električna iskra. Tako je na primjer zrak kod običnog tlaka vrlo loš vodič elektriciteta, pa za preskok iskre treba vrlo veliki napon, oko 30 000 V po centimetru duljine iskre. 
U razrijeđenim plinovima pojave električnog pražnjenja su savim drugačije. Uzme se staklena cijev koja je cjevčicom spojena sa zračnom sisaljkom. Staklena cijev duga je oko 400 mm, promjera 40 mm i ispunjena zrakom. Cijev se postepeno isisava zračnom sisaljkom. Na krajevima cijevi nalaze se polne elektrode. Pozitivna elektroda ili anoda sastoji se od tanke aluminijske niti, a negativna elektroda ili katoda je okrugla aluminijska pločica. Elektrode se mogu spojiti s izvorom struje visokog napona. Dok je zrak još pod atmosferskim tlakom od oko 1 bar, u cijevi ne postoji nikakvo izbijanje. Kod razrjeđenja od 0,05 bara pojavi se između polova tanka vijugava, plavkasta svijetla nit. Snizujemo li tlak i dalje, nit postaje sve šira, pa će kod tlaka od 0,001 bar ispuniti gotovo cijelu staklenu cijev, tako da ispred anode bude ljubičasta svjetlost koja se zove pozitivni stup svjetlosti. Na katodi se javlja tanki sloj plave svjetlosti koja se zove tinjava svjetlost. Između tinjave svjetlosti na katodi i pozitivnog stupa na anodi nalazi se tamno područje, takozvani Faradayev tamni prostor. Kod razjeđenja od 0,000 5 bara nestaje pozitivni stup svjetlosti, a negativna tinjava svjetlost dolazi gotovo do anode, dok se Crookesov tamni prostor proširuje. Kad tlak padne na 0,000 03 bara, nestaje i negativne tinjave svjetlosti, pa se izbijanje više ne vidi. Kod ovog razrjeđenja u cijevi iz katode izlaze zrake koje na staklenoj cijevi prouzrokuju svjetlucanje (fluorescencija). Te se zrake zovu katodne zrake. Kod razrjeđenja od 0,000 001 bar prestaje fluorescencija i svaki prolaz električne struje kroz razrijeđeni plin. 
Sve ove pojave su posljedica ionizacije razrijeđenog zraka koju proizvode elektroni. U svakom se naime plinu, pa i u zraku, nalaze uz neutralne atome i atomi s električnim nabojem, takozvani ioni. Na te ione djeluje električno polje privlačnom silom i nastaje gibanje pozitivnih iona prema katodi, a negativnih iona prema anodi. U dugačkim cijevima dobivaju ioni velike brzine, a time i veliku kinetičku energiju, pa dolazi do sudara s drugim molekulama iz kojih izbijaju elektroni i tako stvaraju nove električne naboje. Svjetlosne pojave koje se javljaju u razrijeđenim plinovima iskorišćuju se kod različitih svjetiljki. Pozitivnu svjetlost iskorišćuju takozvane fluorescentne cijevi koje se sve više upotrebljavaju za električnu rasvjetu jer daju jaču svjetlost nego električne žarulje, a osim toga troše mnogo manje električne energije. 
To su ravne staklene cijevi koje se izrađuju u duljinama od 230 do 1 500 mm s promjerom od 16 do 54 mm. Na svakom kraju cijevi nalazi se elektroda, načinjena od volframove žice u obliku spirale. Cijev je ispunjena argonom pod malim tlakom, i u njoj se nalazi mala kapljica žive. Cijevi su fluoroscentne jer su s unutarnje strane premazane specijalnom masom koja se zove luminofor. Kako se u cijevi razvijaju ultraljubičaste zrake, to luminofor fluorescira pod njihovim utjecajem. Boja svjetla koju daje cijev ovisi o materijalu koji je upotrijebljen kao luminofor. Mogu se postići različite boje svjetla, pa i posve bijelo svjetlo i svjetlo slično danjem. Za paljenje takve svjetiljke treba poseban upaljač ili starter i prigušnica. Kad se priključi na električni napon, strujni krug je zatvoren preko upaljača (startera) fluoroscentne cijevi. Zbog toka struje ugriju se elektrode. Nakon kratkog vremena upaljač prekida strujni krug. Kad se struja prekine, nastaje zbog samoindukcije prigušnice relativno veliki napon između elektroda. Zbog toga se cijev upali, pa je strujni krug zatvoren kroz cijev mimo upaljača, koji je otvoren. 
Među svjetiljke na udarnu ionizaciju spadaju također tinjalice koje iskorišćuju negativnu tinjavu svjetlost.

### Katodne zrake
Ako se u cijevi s razrijeđenim zrakom tlak smanji ispod 0,000 025 bara, pojavit će se takozvane katodne zrake. Tim povodom pozitivni ioni izbijaju svojim udarcima o katodu elektrone koji lete na suprotni kraj cijevi, i to okomito na površinu katode. 
Katodne zrake su dakle rojevi elektrona u gibanju. One su nevidljive, ali svojim udarcima o neke tvari izazivaju svjetlucanje (fluorescenciju). Da se katodne zrake šire pravocrtno, može se pokazati pomoću takozvane Crookesove cijevi. U cijevi se nalazi metalni križ koji služi kao zapreka širenju katodnih zraka. Zbog toga ćemo vidjeti na staklu nasuprot katodi usred zelene fluorescencije svjetlosti oštru sjenu križa. Ako katoda ima konkavan oblik, katodne zrake se mogu skoncemtrirati u jednoj točki. Stavimo li u tu točku platinski lim, on će se užariti do bijelog usijanja. Budući da katodne zrake predstavljaju struju brzih elektrona, to jest električnu struju, to na te zrake djeluje električno i magnetsko polje, tako da ih otklanja iz pravca njihova gibanja. 
Za ispitivanja otklona katodnih zraka služi Braunova ili katodna cijev. U dugačkom staklenom cilindru nalazi se anoda, katoda i zaslon s malim otvorom kroz koji prolaze elektroni stvarajući tanak snop katodnih zraka. Taj snop zraka stvara na fluorescentnom zastoru svjetlu točku. Te se zrake prolazom kroz električni kondenzator otklanjaju prema pozitivnoj ploči kondenzatora, jer su katodne zrake naboji negativnog elektriciteta, a svijetla se točka pomakne u drugi položaj. Katodne zrake možemo također otkloniti i pomoću magnetskog polja koje stvara potkovasti magnet. Braunova cijev ima važnu ulogu u televiziji.  